# Plagodis alcoolaria
Plagodis alcoolaria là một loài bướm đêm thuộc họ Geometridae. Loài này được phát hiện từ Nova Scotia tới Georgia, phía tây của Manitoba, Nam Dakota, Missouri và Mississippi.
Sải cánh dài 26–35 mm. Con trưởng thành bay từ cuối tháng 3 đến tháng 9.
Ấu trùng ăn cây rụng lá khác nhau, bao gồm cả cây đoạn, cây thích, cây sồi và cây sồi. Chúng ưa thích loài Betula.

## Hình ảnh

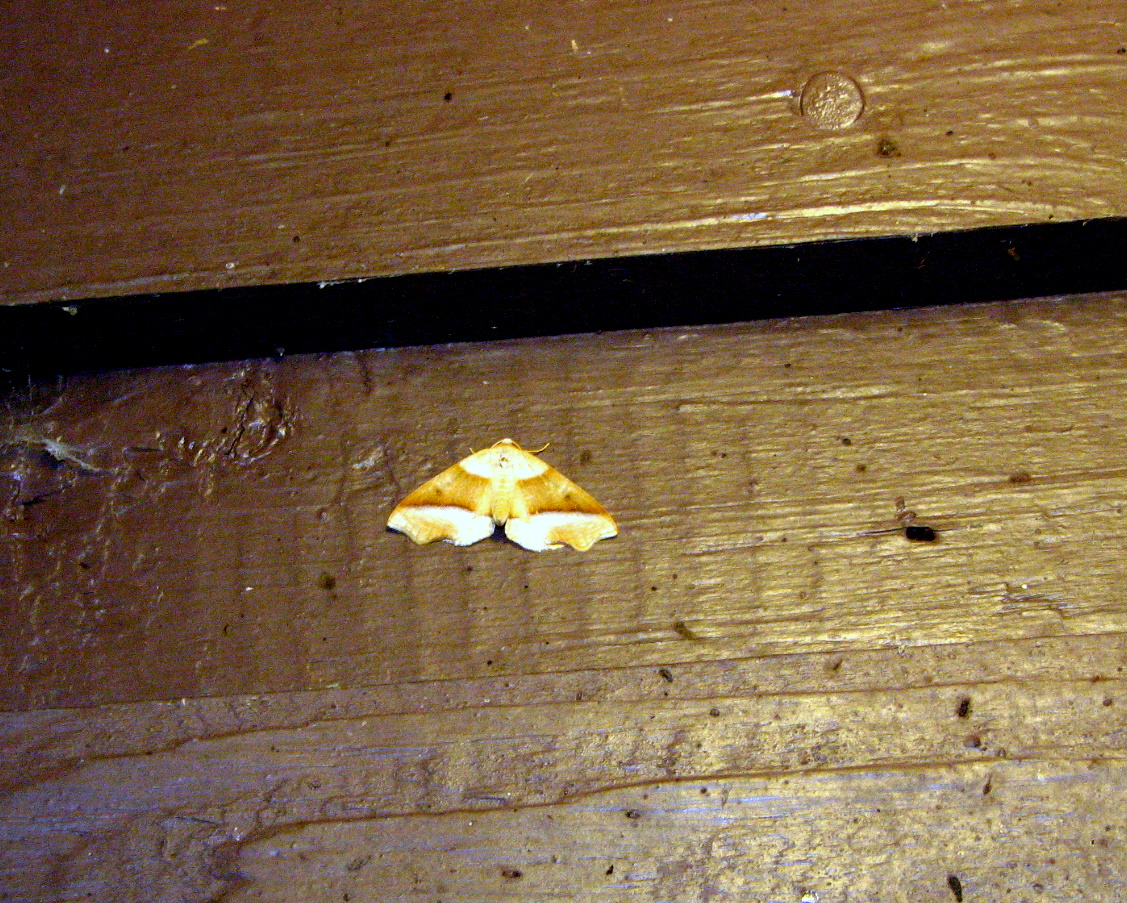
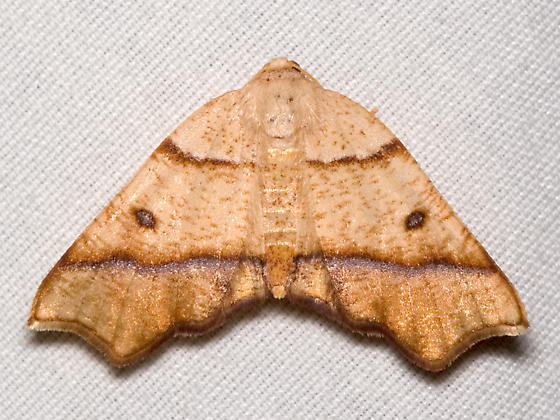
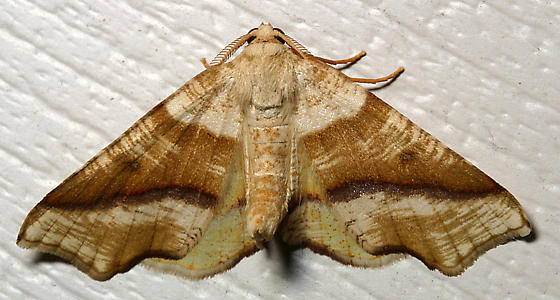